# 马克斯·鲁道夫
马克斯·鲁道夫（德語：Max Rudolf，1891年2月12日—？），瑞士男子赛艇运动员。他曾代表瑞士参加1920年夏季奥林匹克运动会赛艇比赛，获得男子四人单桨有舵手金牌。